# Tom Moore (giocatore di football americano)
Tom Moore (Goodlettsville, 17 luglio 1938) è un ex giocatore di football americano statunitense che ha militato nel ruolo di running back nella National Football League (NFL).

## Carriera
Moore fu scelto come quinto assoluto nel Draft NFL 1960 dai Green Bay Packers. Con essi vinse tre campionati NFL nel 1961,  1962 e 1965. Fu convocato per il Pro Bowl nel 1962 e inserito nel Second-team All-Pro nel 1963. L'halfback titolare, il futuro membro della hall of fame Paul Hornung fu sospeso per tutta la stagione 1963 e Moore vide aumentare i minuti in campo.
Moore fu il secondo miglior corridore della squadra nel 1962 (377 yard) e 1963 (658 yard) dietro a Jim Taylor. Nel 1962 segnò un primato personale di 7 touchdown su corsa. Coi Packers in 78 partite corse 2.069 yard e segnò 20 touchdown su corsa, più altri 7 su ricezione.
Dopo sei stagioni a Green Bay e l'arrivo di Donny Anderson, Moore fu scambiato con i Los Angeles Rams nell'aprile 1966. Quell'anno ricevette 60 passaggi, allora un record NFL running back. Dopo una stagione fu scambiato con gli Atlanta Falcons nel luglio 1967, dopo avere richiesto di essere ceduto per essere più vicino ai propri interessi negli affari. e si ritirò a fine stagione.

## Palmarès

### Franchigia
- Campionati NFL : 3

Green Bay Packers: 1961, 1962, 1965

### Individuale
- Convocazioni al Pro Bowl: 1

1962
- Second-team All-Pro: 1

1963